# Cataglyphis savignyi
Cataglyphis savignyi é uma espécie de inseto do gênero Cataglyphis, pertencente à família Formicidae.